# Le Val-Larrey
Le Val-Larrey es una comuna nueva francesa situada en el departamento de Côte-d'Or, de la región de Borgoña-Franco Condado.

## Historia
Fue creada el 1 de enero de 2019, en aplicación de una resolución del prefecto de Côte-d'Or de 21 de noviembre de 2018 con la unión de las comunas de Bierre-lès-Semur y Flée, pasando a estar el ayuntamiento en la antigua comuna de Flée.

## Demografía
Según los datos aportados en la resolución del prefecto de Côte-d'Or, la comuna se crea con 271 habitantes.

## Composición
| Comuna fusionada | Código INSEE | Población (2016) | Superficie (km²) | Densidad (hab./km²) |
| ---------------- | ------------ | ---------------- | ---------------- | ------------------- |
| Bierre-lès-Semur | 21073        | 97               | 8.28             | 12                  |
| Flée             | 21272        | 168              | 11.74            | 14                  |